# Carène (constellation)
Carina
 (mars 2023).
Si vous disposez d'ouvrages ou d'articles de référence ou si vous connaissez des sites web de qualité traitant du thème abordé ici, merci de compléter l'article en donnant les références utiles à sa vérifiabilité et en les liant à la section « Notes et références ».
Pour les articles homonymes, voir Carène.
La Carène est l'une des 88 constellations du ciel. Traversée par la Voie lactée, la constellation de la Carène, bien qu'elle ne soit pas la plus grande du ciel, possède un nombre assez important d'étoiles brillantes, dont Canopus, la deuxième de la voûte céleste.

## Histoire

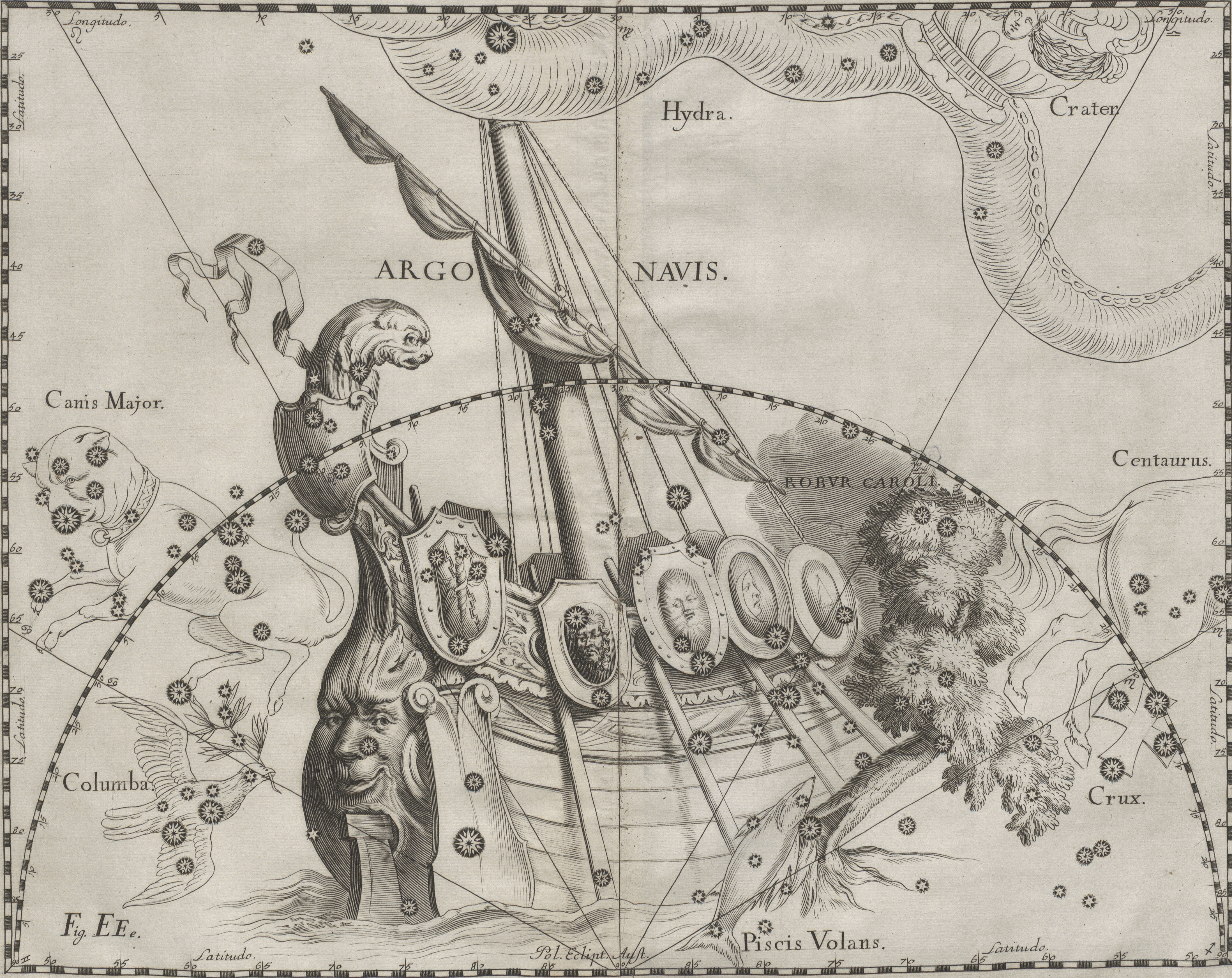
Argo Navis

À l'origine incluse par Ptolémée dans l'immense Navire Argo, la constellation de la Carène en fut séparée par Nicolas-Louis de Lacaille qui divisa le navire en trois constellations plus petites.

## Observation des étoiles

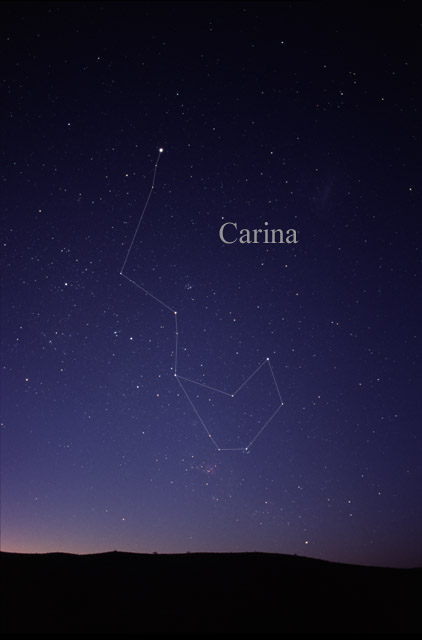
Constellation de la Carène.

## Étoiles principales

### Canopus (αCarinae)
Canopus (α Carinae) est la deuxième plus brillante étoile des cieux après Sirius (α Canis Majoris).
Elle marque le gouvernail de l'ancien Navire Argo et porterait le nom du pilote du roi Ménélas lors de la Guerre de Troie.
Une ville d'Égypte fut fondée vraisemblablement à son nom. Ptolémée y fit ses observations depuis le temple.
Par coïncidence, par sa brillance et sa position, loin de l'équateur céleste, Canopus est aussi une importante étoile pour la navigation des sondes spatiales américaines.
Soixante-et-onze fois plus grande que le Soleil, 15 000 fois plus lumineuse, Canopus est une supergéante, mais pas assez massive pour devenir à terme une supernova ; elle finira probablement comme naine blanche. Il est possible qu'elle ait commencé la fusion de son oxygène et pourrait devenir une naine blanche composée de néon et d'oxygène, un cas assez peu courant.

### ηCarinae
L'autre étoile importante de la constellation est loin d'être la plus brillante, avec une magnitude de seulement 5 ou 6.
η Carinae est cependant l'une des étoiles les plus lumineuses que l'on connaisse. Éloignée de plus de 8 000 années-lumière, cinq millions de fois plus lumineuse que le Soleil, elle possède de cent à cent-cinquante fois la masse de celui-ci, proche de la limite maximale avant qu'une étoile ne soit déchiquetée par ses propres radiations.
η Carinae n'est même plus une supergéante, plutôt une « hypergéante » : son diamètre est plus de mille fois plus grand que celui du Soleil et placée à la place de ce dernier, elle s'étendrait bien au-delà de l'orbite de Jupiter.
De par sa taille, η Carinae est instable et sa luminosité change au cours du temps. En 1841, elle atteignit même la magnitude -1, en faisant l'étoile la plus brillante du ciel après Sirius. Elle fait partie des étoiles ayant le plus de chance d'exploser en supernova dans le prochain million d'années, peut-être même en une hypernova, produisant un sursaut de
rayons gamma. De fait, en 1841, elle éjecta deux lobes de matière aussi massifs que le Soleil dont le diamètre atteint désormais une année-lumière.
Il est possible qu'il s'agisse en fait d'une étoile double, composée de deux supergéantes distinctes, orbitant l'une autour de l'autre en cinq ans et demi.

### Autres étoiles
Les désignations des étoiles du Navire Argo ont été effectuées par Johann Bayer avant la division de l'immense constellation. Les lettres grecques furent alors assignées aux différentes constellations résultantes et quelques-unes d'entre elles manquent donc à chacune (par exemple, γ et δ n'apparaissent pas dans la constellation de la Carène car ce sont les Voiles qui en ont hérité).
Avior (ε Carinae) est trop au sud pour recevoir un nom grec ou arabe (60° en dessous de l'équateur céleste) et l'origine de celui-ci est inconnu. C'est une étoile double, non résolvable au télescope. L'une d'entre elles est une étoile naine bleue de classe B, l'autre une étoile géante orange de classe K.
R Carinae, au sud-est de ι Carinae, est une « variable à longue période » comme Mira (ο Ceti); elle varie en magnitude entre 3,9 et 10 sur une période de 309 j.

## Objets célestes
Le coin nord-est de la Carène est particulièrement riche en objets célestes visibles à l'œil nu, dont les amas NGC 2808 (10° au sud d'ι Car), le brillant IC 2602 (autour de θ Car), NGC 2516 (au sud-est d'ε Car) et NGC 3532 (à l'extrême nord-est).
La nébuleuse diffuse et amas ouvert NGC 3372, dont η Carinae est le membre prééminent, est spectaculaire au télescope.
Elle contient également des taches sombres de poussières, comme la nébuleuse du Trou de la Serrure.